# Шияково
Шия́ково (болг. Шияково) — село в Плевенській області Болгарії. Входить до складу общини Гулянці.

## Населення
За даними перепису населення 2011 року у селі проживали 344 особи, з них 316 осіб (99,4%) — болгари.
Розподіл населення за віком у 2011 році:
Динаміка населення: